# Станіслав Єжи Вандалін Мнішек
Станіслав Єжи Вандалін Мнішек (1745-1806) – спадковий граф (1783), капітан національної кавалерії (1774–1789), коронний прапороносець (1784–1790), каштелян Перемишля, почесний канонік Перемишльський, кавалер обох Польських орденів св. Станіслава та Білого Орла (1781 та 1785).

## Життєпис
Батько — Ян Кароль Вандалін Мнішек (1716-1759), генерал-лейтенант Коронного війська, підкоморій великий литовський (1742), староста Галицький, великий коронний ловчий (1736). Мати — Катерина Замойська (1722-1771) із Замостя гербу Єліта, по материній лінії походить з роду Вишневецьких.
Був молодшим, третім сином в родині, тому унаслідував не княжий титул батьків, а графський.